# العلاقات الموريتانية الميكرونيسية
العلاقات الموريتانية الميكرونيسية هي العلاقات الثنائية التي تجمع بين موريتانيا وولايات ميكرونيسيا المتحدة.

## مقارنة بين البلدين
هذه مقارنة عامة ومرجعية للدولتين:
| وجه المقارنة                                              | موريتانيا                 | ولايات ميكرونيسيا المتحدة |
| --------------------------------------------------------- | ------------------------- | ------------------------- |
| المساحة (كم2)                                             | 1.03 مليون                | 702                       |
| عدد السكان (نسمة)                                         | 4.42 مليون                | 105.54 ألف                |
| الكثافة السكانية (ن./كم²)                                 | 4.29                      | 15.03 ألف                 |
| العاصمة                                                   | نواكشوط                   | باليكير                   |
| اللغة الرسمية                                             | اللغة العربية، لغة فرنسية | لغة إنجليزية              |
| العملة                                                    | أوقية موريتانية، أوقية ‏   | دولار أمريكي              |
| الناتج المحلي الإجمالي (بليون دولار)                      | 5.02 مليار                | 336.43 مليون              |
| الناتج المحلي الإجمالي (تعادل القوة الشرائية) بليون دولار |                           | 365.27 مليون              |
| الناتج المحلي الإجمالي الاسمي للفرد دولار أمريكي          |                           | 3.02 ألف                  |
| الناتج المحلي الإجمالي للفرد دولار أمريكي                 | 3.91 ألف                  |                           |
| مؤشر التنمية البشرية                                      | 0.506                     | 0.640                     |
| رمز المكالمات الدولي                                      | +222                      | +691                      |
| رمز الإنترنت                                              | .mr                       | .fm                       |
| المنطقة الزمنية                                           | 00                        |                           |

## منظمات دولية مشتركة
يشترك البلدان في عضوية مجموعة من المنظمات الدولية، منها:
| علم المنظمة | اسم المنظمة                                 | تاريخ انضمام موريتانيا | تاريخ انضمام ولايات ميكرونيسيا المتحدة |
| ----------- | ------------------------------------------- | ---------------------- | -------------------------------------- |
|             | منظمة حظر الأسلحة الكيميائية                | ?                      | ?                                      |
|             | البنك الدولي للإنشاء والتعمير               | 10 سبتمبر 1963         | 24 يونيو 1993                          |
|             | المركز الدولي لتسوية المنازعات الاستشارية   | 14 أكتوبر 1966         | 24 يوليو 1993                          |
|             | الأمم المتحدة                               | 27 أكتوبر 1961         | 17 سبتمبر 1991                         |
|             | مجموعة دول أفريقيا والكاريبي والمحيط الهادئ | ?                      | ?                                      |
|             | يونسكو                                      | 10 يناير 1962          | 19 أكتوبر 1999                         |
|             | وكالة ضمان الاستثمار متعدد الأطراف          | 8 سبتمبر 1992          | 11 أغسطس 1993                          |
|             | مؤسسة التنمية الدولية                       | 10 سبتمبر 1963         | 24 يونيو 1993                          |
|             | مؤسسة التمويل الدولية                       | 29 ديسمبر 1967         | 24 يونيو 1993                          |
|             | الاتحاد الدولي للاتصالات                    | 18 أبريل 1962          | 18 مارس 1993                           |